# Boldești-Scăeni
Boldesti-Scaeni là một thị xã thuộc hạt Prahova, România. Dân số thời điểm năm 2002 là 11485 người.